# Castellaccio di Monreale
Das Castellaccio ist eine Burg auf dem Gipfel des Monte Caputo (766 Meter über dem Meeresspiegel) oberhalb von Monreale.

## Geschichte
Das Kastell wurde zwischen 1174 und 1200 von Benediktinermönchen aus Monreale als Aussichtspunkt und Verteidigungsposten gegen Angriffe aus dem von der Regierung kaum kontrollierten bergigen Hinterland errichtet.
Aktuell wird das Castelaccio vom Club Alpino Siciliano als Berghütte (Stazione Alpina) betrieben und instand gehalten. Im Gebäude befinden sich eine Freiluftbühne, Veranstaltungsräume sowie eine Ausstellung zur jüngeren Historie des Bauwerks. Die letzten Restaurierungs- und Instandhaltungsarbeiten wurden danach in den Jahren 1996 und 2009 durchgeführt.

## Beschreibung

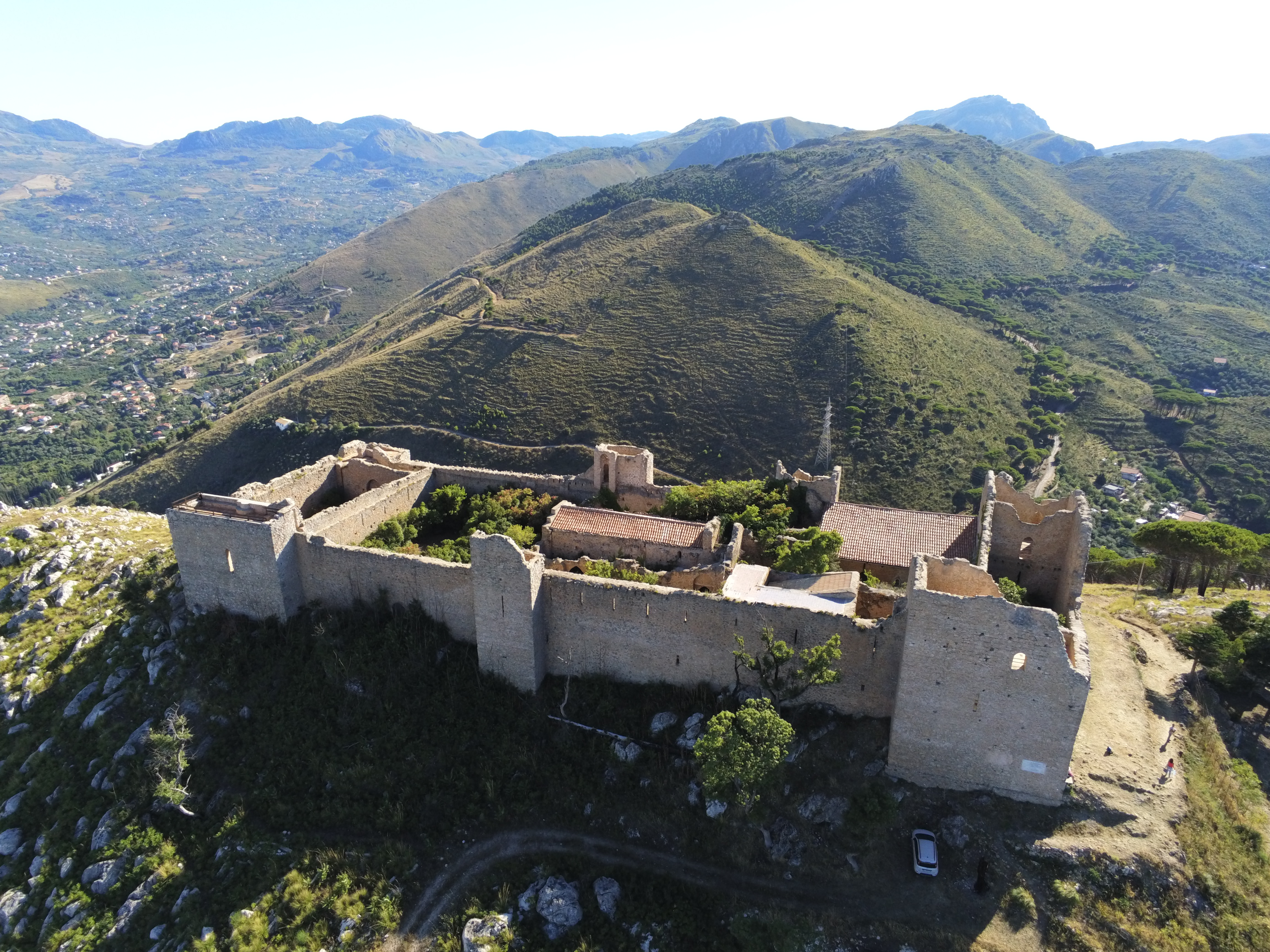
Ansicht von Nordosten

Die Burg hat einen leicht unregelmäßigen rechteckigen Grundriss mit einer Hauptausdehnung etwa in der Richtung Nordwest-Südost. Von den vier Ecktürmen ist der im Norden am kräftigsten ausgebildet. Auch die beiden Längsseiten sind mit Türmen versehen, die Südwestseite mit zwei Türmen und die Nordostseite mit einem.
Im Inneren erstreckt sich entlang der südöstlichen Schmalseite die ehemalige Kirche. Davor liegt ein großer quadratischer Hof, der wohl ursprünglich der Kreuzgang war.
Die restliche Burg enthält kleinere Räume, die an die Außenmauer angrenzen und um einen Innenhof gruppiert sind.